# Калду верде

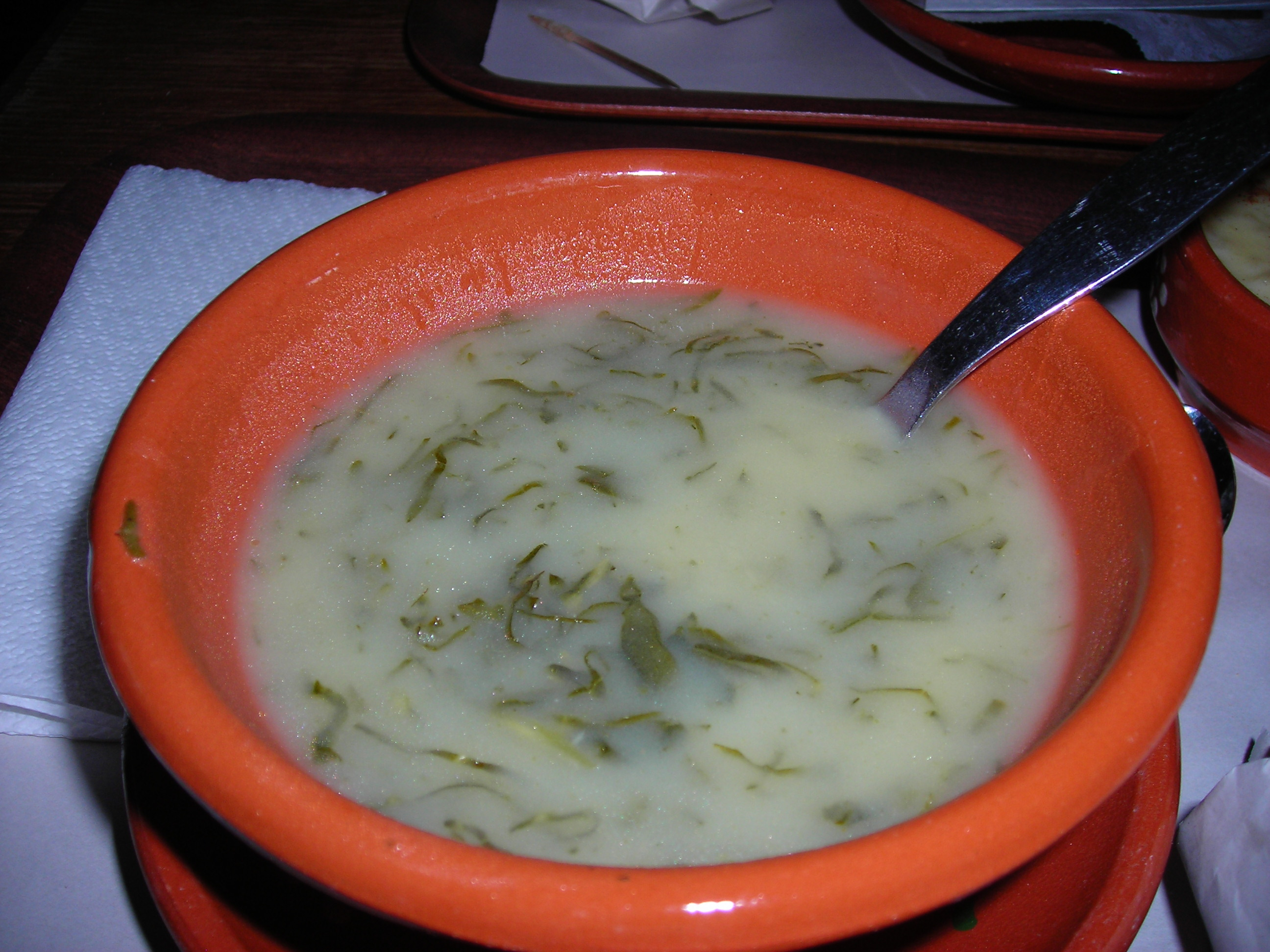
Традиційний кальду верде

Калду верде (вимовляється МФА: [ˈKaɫdu ˈveɾðɨ], португальською — «зелений бульйон») — популярний суп у португальській кухні.
Основними традиційними інгредієнтами калду верде є зелень колард (або альтернативно інша листова зелень, така як капуста Кейл або гірчиці), картопля, оливкова олія, чорний перець та сіль. Традиційно додають також часник і цибулю. У деяких рецепти додають м'ясо, наприклад, шинку, що робить його схожим на італо-американський весільний суп. Страва зазвичай супроводжуються скибочками пайї, чорісо або лінгвіси (варена окремо, відкинута з води, ковбаса додається в останню хвилину до супу), а також із португальським броа кукурудзяного хлібом або житнім хлібом для вмочання. У Португалії калду верде зазвичай куштують під час португальських святкувань, таких як весілля, дні народження та популярні святкування. Наприклад, фестиваль де Сан-Жуан, у Бразі чи Порту. Його іноді споживають перед основною стравою або як пізню вечерю. Цей суп подається у тігелі, традиційній глиняній мисці.

## Історія
Калду верде походить із провінції Міню на півночі Португалії. Сьогодні це традиційний національний улюбленець, який поширився всією країною та за кордоном, особливо в місцях, де оселилася велика громада португальських мігрантів, таких як Бразилія, Массачусетс, Нью-Джерсі та Род-Айленд. Посилання на суп з'являються у багатьох романах Каміло Кастело Бранко.